# Henry Bradwardine Jackson
Henry Bradwardine Jackson, född 21 januari 1855, död 14 december 1929, var en brittisk sjöofficer, storamiral och förste sjölord 1915-1916.
Jackson tjänstgjorde i anglo-zulukriget 1879 och utvecklade sedan en expertis i trådlös telegrafi mellan fartyg till sjöss. Senare i karriären var han tredje sjölord med ansvar för flottans krigsmateriel, rektor för sjökrigshögskolan samt chef för amiralitetets krigsledningsstab. Efter första världskrigets utbrott planerade han anfall mot Tysklands kolonier. När Jackie Fisher avgick som förste sjölord efter katastrofen vid Gallipoli blev amiral Jackson hans efterträdare. Han verkade i nära samförstånd med sjöministern, Arthur Balfour och ägnade sin ämbetstid huvudsakligen åt administrativa frågor. När tyska jagare kunde visa sig i Engelska kanalen 1916 tvingades han att avgå.